# Margarida da Graça Martins

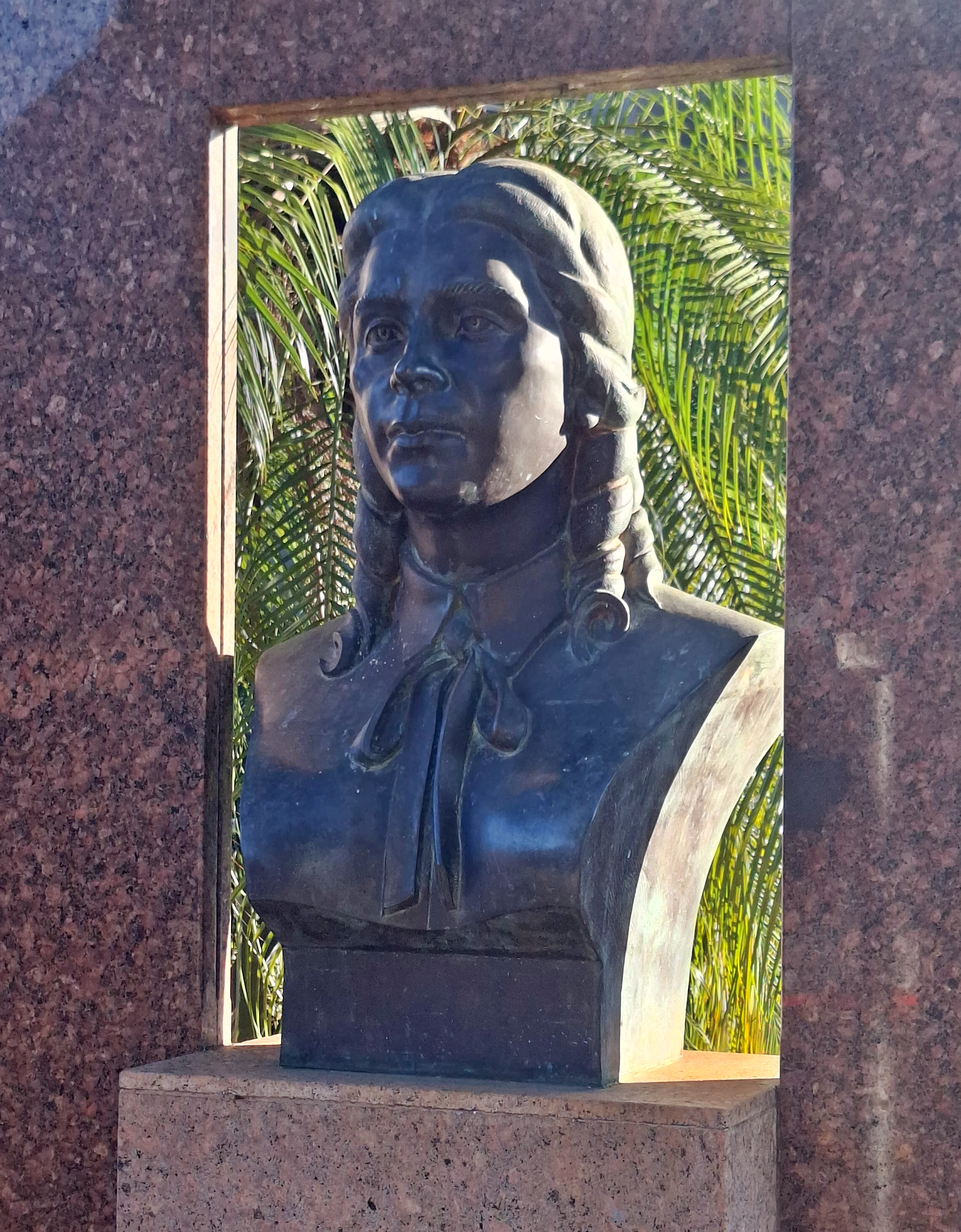
Busto de Margarida da Graça Martins, a fundadora de Santa Bárbara d'Oeste

Dona Margarida da Graça Martins (27 de novembro de 1782 - 13 de julho de 1864) foi a única mulher brasileira a fundar um município.. Em  1818 doou parte de suas terras no interior do estado de São Paulo para a construção de uma capela em homenagem a Santa Bárbara. Mais tarde esse vilarejo acabou se desenvolvendo e transformando na cidade de Santa Bárbara d'Oeste.

## Biografia
Com a morte do pai, em 1810, e depois do seu marido, Sargento-mor Francisco de Paula Martins, em 1815, Margarida tornou-se herdeira de propriedades e escravos, tendo que comandar os negócios da família. Comprou, então, uma sesmaria de duas léguas quadradas, delimitada ao norte pelo Rio Piracicaba e a nordeste pelo Ribeirão Quilombo. 
A fundadora, junto com seus filhos, parentes e agregados, mudou para suas novas terras em 1817, formando uma fazenda de engenho de cana-de-açúcar. Dona Margarida doou uma parcela de terras para a construção de uma capela em homenagem à Santa Bárbara. Como a capela foi erguida em 1818, a data da fundação de Santa Bárbara d'Oeste é considerada 4 de dezembro daquele ano ano. 
Margarida da Graça Martins nasceu no dia 27 de novembro de 1782. Era filha única de Manoel José da Graça e Anna Maria Cardosa. Casou-se aos 13 anos com José Paschoal de Lima, do qual ficou viúva três anos após o casamento. O sargento-mor Francisco de Paula Martins foi o seu segundo marido, com o qual teve 5 filhos: Ângela, Manoel, Ana Margarida, Maria e Belchior. A fundadora de Santa Bárbara faleceu em 13 de julho de 1864 com 81 anos, sendo enterrada no Cemitério da Consolação, em São Paulo. No dia 4 de dezembro de 1967, seus restos mortais foram transferidos para a Praça Coronel Luís Alves, no centro de Santa Bárbara d'Oeste.